# Junta (spel)
För andra betydelser, se Junta (olika betydelser).
Junta är ett brädspel av Vincent Tsao som i sin första utgåva publicerades av spelföretaget Capri 1975 och i en senare version av West End Games 1985. Spelarna agerar den politiska makten i en parodi på en stereotyp bananrepublik.
Handlingen utspelar sig i Bananrepubliken Republiqua de los Bananas. Spelarna tillhör regimen i republiken och målet är att tillskansa sig så mycket biståndspengar som möjligt till sitt schweiziska bankkonto.
I början av spelet väljs en president i sann odemokratisk anda, främst genom mutor. Presidenten delar i varje runda ut olika poster (minister för intern säkerhet, generaler för 1:a, 2:a och 3:e arméerna, amiral över flottan samt flygvapenchef) och lägger upp en budget. Vicepresident väljs inte utan är presidentens kusin, som spelas av samma spelare. En ny president väljs om den sittande mördas eller störtas genom en militärkupp och därmed tvingas i exil. Spelet fortsätter tills det inte finns mer pengar att dela ut.
Under spelets gång gäller det att skaffa sig så mycket inflytande som möjligt, för att ha kontrollen i budgetomröstningar och för att få bästa de ministerposterna. Man försöker även mörda de andra ministrarna för att ta deras pengar och samtidigt ta bort allt deras inflytande.
Ett efterföljande spel, "Junta - Viva el Presidente!" gavs ut 2010. Det var från början tänkt som en expansion, men utvecklades till att bli fristående och handlar om vad som händer efter Junta då det istället rör sig om upp till fem familjer med egen milis som slåss mot varandra för att utöka sina tillgångar och därmed inneha kontrollen över skenrepubliken.